# بخش‌های دپارتمان ژر
بخش‌های دپارتمان ژر (انگلیسی: Arrondissements of the Gers department) شامل ۳ بخش به شرح زیر است:
1. بخش اوش با ۱۳۴ کمون (فرانسه) و جمعیت ۸۶ هزار نفر در سال ۲۰۱۳ می‌باشد.
2. بخش کوندوم با ۱۶۲ کمون (فرانسه) و جمعیت ۶۵ هزار نفر در سال ۲۰۱۳ می‌باشد.
3. بخش میراند با ۱۶۵ کمون (فرانسه) و جمعیت ۳۸ هزار نفر در سال ۲۰۱۳ می‌باشد.